# Amenemhat (III. Thotmesz fia)
Amenemhat (ỉmn-m-ḥ3.t, „Ámon az élen”) ókori egyiptomi herceg a XVIII. dinasztia idején; III. Thotmesz legidősebb fia.
Thotmesz legidősebb fia és kijelölt örököse volt. Anyja feltehetőleg Szatiah királyné, bár felmerült, hogy Nofruré mégsem halt meg még gyermekként, és ő volt Amenemhat anyja, de ez kevésbé valószínű.
A 24. évben említik nevét a karnaki templom egyik feliratán; ebben az évben nevezték ki „a nyájak felügyelőjévé”, ami elég ritka cím volt egy herceg számára. Ábrázolják nevelője, Min, Thinisz polgármestere thébai sírjában.
Amenemhat fiatalon meghalt, így nem ő, hanem féltestvére, II. Amenhotep lett a fáraó.